# Andreï Gromov
Pour les articles homonymes, voir Gromov.
Andreï Antonovitch Gromov (en russe : Андрей Антонович Громов), né le 3 janvier 1883 à Moscou dans l'Empire russe et mort le 14 février 1922 à Riga (Lettonie), est un acteur et réalisateur russe.

## Biographie
On mentionne pour la première fois le nom de Gromov à l'affiche de la maison du peuple de la Présentation (Введенский народный дом), une salle de spectacle sur les bords de la Iaouza à Moscou (aujourd'hui appelée le Palais sur la Iaouza). Il est employé dans les spectacles de Sergueï Pavlovski, lors de la saison 1908-1909 et 1909-1910. Il joue Neznamov dans Innocents coupables, Jadov dans Une place lucrative, Boris dans L'Orage (Ostrovski), puis Piotr dans Ioudouchka (Saltykov-Chtchedrine), le directeur des postes dans Le Revizor (Gogol), Nelkine dans Le mariage de Kretchinski (Soukhovo-Kobyline), Alekseï dans Les Enfants de Vaniouchine (Naïdionov).
En 1908, il est invité, avec ses collègues du théâtre de la Présentation à participer dans plusieurs productions cinématographiques de Alexandre Khanjonkov. Il apparait notamment dans Un mariage russe au XVIe siècle et La Chanson du marchand Kalachnikov de Vassili Gontcharov. En 1909-1911, sous la direction de Gontcharov, il crée plusieurs personnages mémorables comme Mazepa dans le film homonyme, prince Mychkine dans l'L'Idiot, amiral Nakhimov dans La Défense de Sébastopol.
En 1914, il devient acteur du Théâtre dramatique des marchands Soukhodolski, situé au jardin de l'Ermitage de Moscou. En décembre de la même année, il rejoint la troupe du théâtre de Chambre d'Alexandre Taïrov et participe à la première représentation de Shakuntala, de Kâlidâsa dans la traduction de Constantin Balmont le 25 décembre 1914.
En 1916, il s'essaie à la mise en scène et adapte ''Krov neotmchennaïa (Кровь неотмщённая). Après la mort du premier réalisateur des studios de Khanjonkov Evgueny Bauer, il se consacre entièrement à la réalisation. Il tourne L'automne d'une femme (1917), Rêve (1917), Les Ombres de l'Amour (1917), Appel de la mort (1917), Les Chemins de la Trahison (1917), Vie en trois jours (1917). Il finit également le drame Crépuscule écrit par Evgueny Bauer.
En mars 1921, il se rend en Lettonie avec la troupe du Théâtre d'Art de Moscou, invité par Piotr Tchardynine pour les besoins d'un film, mais n'aura pas de rôle. Il participe encore à quelques spectacles au Théâtre russe de Riga.
Il meurt d'une tuberculose à l'hôpital Sarkankalni de Riga (rue Duntes) et sera enterré au cimetière Pokrovski. Sa tombe est considérée comme disparue.

## Filmographie partielle
En tant qu'acteur
- 1909 : Le Choix de fiancée pour le Tsar de Vassili Gontcharov
- 1909 : Un mariage russe au XVIIe siècle, court-métrage de Vassili Gontcharov
- 1910 : L'Idiot, court métrage muet de Piotr Tchardynine : prince Mychkine
- 1911 : Mazeppa, court métrage de Vassili Gontcharov
- 1911 : La Défense de Sébastopol (Oborona Sevastopolya) de Vassili Gontcharov, Alexandre Khanjonkov
- 1911 : Eugène Onéguine de Vassili Gontcharov
- 1912 : 1812 (1812 God) de Vassili Gontcharov, Kai Hansen, et Alexandre Ouralsky
- 1917 : Le Cygne mourant (Umirayushchii lebed) d'Evgueny Bauer

En tant que réalisateur
- 1917 : Le Crépuscule (Сумерки, Soumerki)